# Johann Steinmair
Johann Steinmair, auch Johann Steinmayr (* 24. März 1825 in Natzberg, Gemeinde Nußbach, Bezirk Kirchdorf an der Krems; † 31. August 1897 ebenda), war Landwirt und Abgeordneter zum Österreichischen Abgeordnetenhaus.

## Leben
Johann Steinmair war Sohn des Landwirts Wolfgang Steinmair († 1852). Wie sein Vater wurde auch Johann Landwirt (vulgo Huemer zu Brunn) in Natzberg.
Johann Steinmair war im Jahr 1870 Mitglied im Oberösterreichischen Landtag (III. Wahlperiode), als Abgeordneter der Landgemeinden (Wahlbezirk Kirchdorf). Von 1864 bis 1876 war er Bürgermeister von Nußbach.
Er starb am 31. August 1897 im Alter von 72 Jahren an einer Lungenentzündung.
Er war römisch-katholisch und ab 1845 verheiratet mit Barbara Ahathaller, mit der er fünf Töchter und drei Söhne hatte, wobei ein Sohn jung verstorben ist.

## Politische Funktionen
Johann Steinmair war vom 15. September 1870 bis zum 10. August 1871 Abgeordneter des Abgeordnetenhauses im Reichsrat (III. Legislaturperiode) und war dort für die Kurie Oberösterreich, Landgemeinden (Linz, Ottensheim, Urfahr, Grein, Pregarten, Mauthausen, Perg, Freistadt, Weißenbach, Leonfelden, Rohrbach, Neufelden, Lembach, Haslach, Aigen, Wels, Eferding, Grieskirchen, Waizenkirchen, Lambach, Steyr, Weyer, Kremsmünster, St. Florian, Neuhofen, Enns, Kirchdorf, Grünburg, Windischgarsten) zuständig.